# Spoorlijn 102
Spoorlijn 102 is een Belgische spoorlijn die Saint-Ghislain met Frameries verbond. De lijn was 10,9 km lang.

## Geschiedenis
Op 10 december 1867 werd de dubbelsporige spoorlijn officieel geopend door de spoorwegmaatschappij Chemin de Fer de Mons à Hautmont et de Saint-Ghislain, die in 1878 werd overgenomen door de Belgische Staatsspoorwegen.
Reizigersverkeer werd stopgezet in 1914, maar goederenverkeer bleef nog vele jaren doorgaan. In 1950 werd de spoorlijn teruggebracht tot enkelspoor. In 1963, bij de aanleg van het nieuwe tracé van spoorlijn 96, werd de aansluiting tussen spoorlijnen 96 en 102 in Frameries verbroken.
Op 28 oktober 1984 reed de laatste goederentrein tussen Saint-Ghislain en Flénu-Produits, en in 1988 werden op dit stuk de sporen opgebroken. Vanuit Frameries was Flénu-Produits nog bereikbaar, tot op 31 december 1987 de laatste goederentrein de dienst verzekerde. Hier werden de sporen in 1994 opgebroken.
De spoorlijn was dubbelsporig en werd nooit geëlektrificeerd.
Deze spoorlijn heeft gedurende bepaalde tijd het nummer 98C gedragen.

## Huidige toestand
Op de bedding is een RAVeL fiets- en wandelpad aangelegd in beton/asfalt van Frameries via Flénu tot Grand-Hornu, behalve 300 meter op de site van Pass bij Frameries (8,8 km), maar ook dit veranderde in 2017 wanneer de 300 meter werd geasfalteerd.

## Aansluitingen
In de volgende plaatsen was er een aansluiting op de volgende spoorlijnen:
Saint-Ghislain
Spoorlijn 78 tussen Saint-Ghislain en Doornik
Spoorlijn 90 tussen Denderleeuw en Saint-Ghislain
Spoorlijn 97 tussen Bergen en Quiévrain
Spoorlijn 99 tussen Saint-Ghislain en Warquignies
Spoorlijn 100 tussen Saint-Ghislain en Maffle
Spoorlijn 245 tussen Saint-Ghislain en Saint-Ghislain Rivage
Flénu-Produits
Spoorlijn 98 tussen Bergen en Quiévrain
Spoorlijn 98B tussen Flénu-Produits en Jemappes
Frameries
Spoorlijn 96 tussen Brussel-Zuid en Quévy
Spoorlijn 98E tussen Flénu-Central en Frameries
Spoorlijn 153 tussen Frameries en Pâturages